# Cristot

Cristot este o comună în departamentul Calvados, Franța. În 1 ianuarie 2022 avea o populație de 214 de locuitori.